# يوم الثمانية مليار

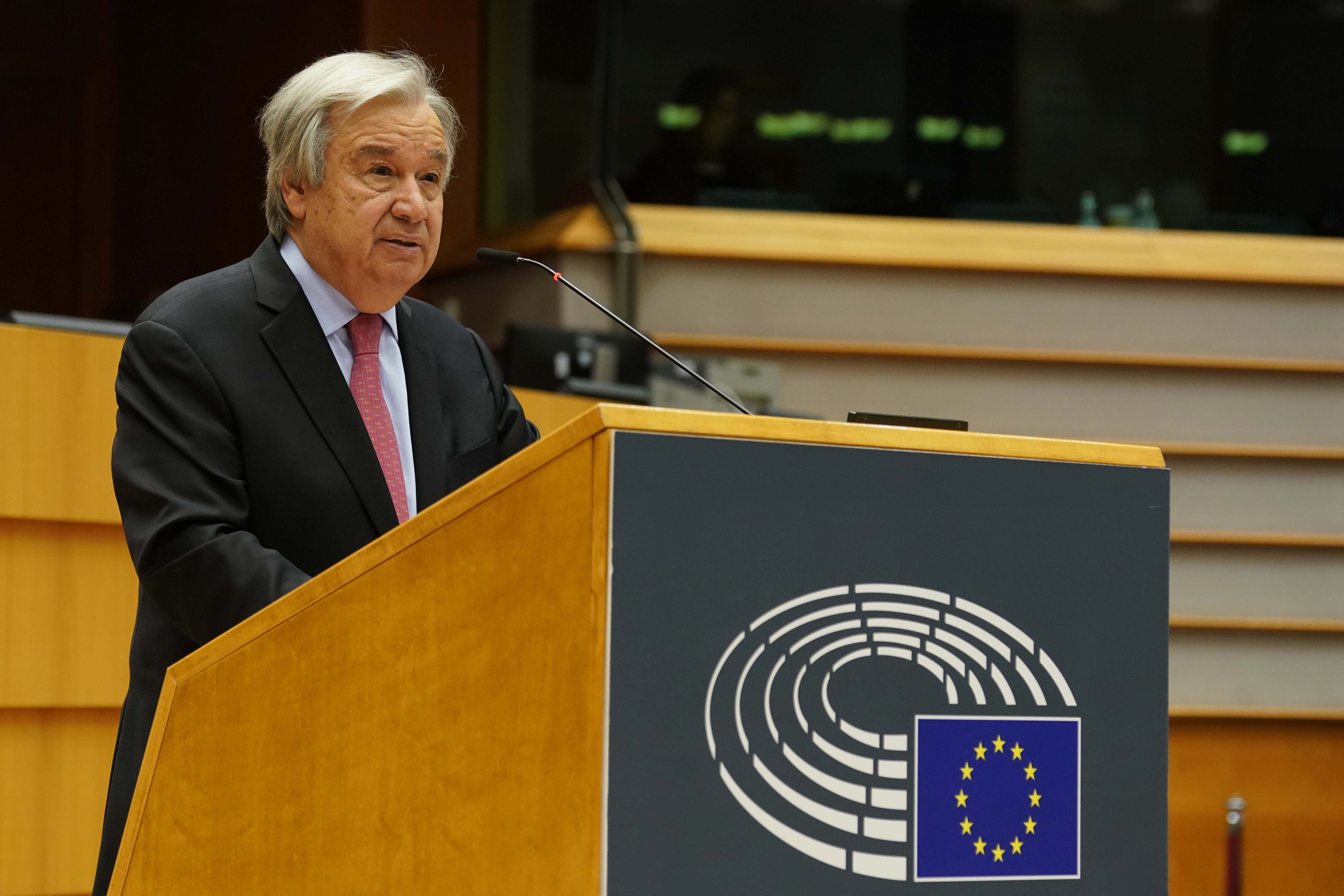
إحدى الصور التي تم التقاطها خلال زيارة العمل التي قام بها الأمين العام للأمم المتحدة أنطونيو غوتيريش. 24 يونيو 2021 في بروكسل

يوم الثمانية مليار هو اليوم الذي أُحتفل به في الساعة 8:00 بالتوقيت العالمي المنسق في 15 نوفمبر 2022، من قبل الأمم المتحدة باعتباره اليوم التقريبي الذي يصل فيه عدد سكان العالم إلى ثمانية مليار نسمة. يأتي هذا اليوم بعد يوم السبعة مليار، الذي أُحتفل به في 31 أكتوبر 2011، ويوم الستة مليار، الذي أُحتفل به في 12 أكتوبر 1999.